# Ensemble de temples de Muarajambi

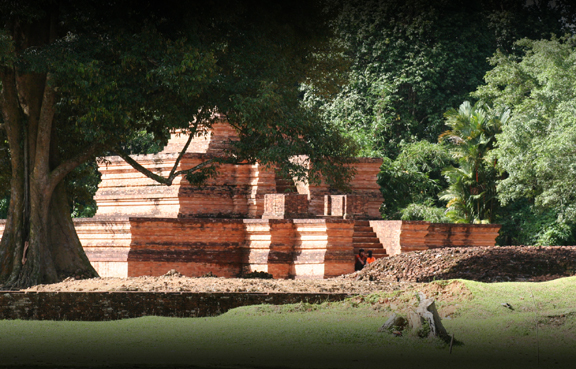
Le Candi Tinggi

Pour les articles homonymes, voir Jambi.
L'ensemble de temples de Muarajambi ("estuaire de Jambi") est le plus vaste complexe connu de temples bouddhistes de Sumatra, s'étendant sur 2000 hectares. Il est situé dans les environs du village du même nom, à 25 km en aval de la ville de Jambi sur le fleuve Batang Hari.
Les fouilles lancées à partir des années 1970 par le gouvernement indonésien ont révélé un complexe de bâtiments et de temples bouddhistes pour un total de 84 d'édifices religieux (candi), dispersés sur plusieurs kilomètres et parcourus par un réseau de petits canaux ou menapo. Leur style montre des similitudes certaines avec l'architecture religieuse bouddhiste du sous-continent indien. Les objets trouvés alentour et à l'intérieur des bâtiments révèlent que Muarajambi avait des liens continus avec l'Inde, l'Asie du sud-est et la Chine (poteries chinoises de différentes époques : VIIe-IXe siècle). Il n'a été découvert que peu de statuaire et d'épigraphie. Seuls les trois principaux édifices, Candi Gumpung, Candi Kedaton et Candi Tinggi, ont été restaurés à ce jour.
Une statue d'un des temples montre des similitudes avec celle de la Prajnaparamita ("perfection de la sagesse" en sanscrit, un des attributs des bodhisattvas dans le bouddhisme mahâyâna ou "Grand Véhicule") de Singasari. Ceci laisse supposer que Jambi avait des liens avec Sriwijaya, qui se trouvait sur le site de l'actuelle Palembang dans le sud de Sumatra, et dont les souverains patronnaient le bouddhisme mahâyâna.
Selon l'épigraphiste de l'École française d'Extrême-Orient, Georges Coedès (1886-1969), Muarajambi correspond à Fo-Che, la cité fortifiée « aux mille moines » décrite par le pèlerin chinois Yi Jing dans son « Mémoire composé à l'époque de la grande dynastie Tang, sur les religieux éminents qui allèrent chercher la loi dans les pays d'Occident ». Yi Jing, selon son mémoire, y recopia des centaines de manuscrits sanscrits avant de retourner en Chine en 694.
Toujours selon Georges Coedès et les archéologues modernes, Muarajambi correspond aussi au centre religieux où le maitre bouddhiste indien Atisha (983-1054) vint à la rencontre de son maitre Serlingpa. Selon le récit d'Atisha, celui-ci y resta 12 années pour étudier la Bodhicitta avant de retourner en Inde, puis au Tibet. Il souligne dans son récit de voyage le nombre considérable de moines résidant et la qualité des textes qui y étaient enseignés. Ceci laissant à penser que Muarajambi était, entre autres, un centre d'enseignement bouddhiste.
À partir du XIIIe siècle le site semble être tombé peu à peu dans l'oubli, probablement après 1278 et les attaques du royaume javanais de Singasari contre Malayu-Jambi.